# Ambassade du Maroc aux Pays-Bas
L'ambassade du Maroc aux Pays-Bas est la représentation diplomatique du Maroc aux Pays-Bas. Elle est située au oranjestraat 9 2514 JB La Haye.

## Personnel
Son ambassadeur est, depuis le 14 décembre 2021, Mohamed El Basri.

## Consulats
Il existe quatre consulats généraux aux Pays-Bas, basés à :
- Amsterdam
- Bois-le-Duc
- Rotterdam
- Utrecht

## Marocains résidents aux Pays-Bas
Selon le Haut-Commissariat au plan le nombre de marocains résidant aux Pays-Bas en 2005 s'élevait à 324 511 personnes.
La communauté marocaine résidant aux Pays-Bas est estimée à 308.956 personnes en 2018 selon le Ministère délégué chargé des marocains résidant à l’étranger.
| 1960 | 2001    | 2005    | 2018    |
| ---- | ------- | ------- | ------- |
| 300  | 272 752 | 324 511 | 308 956 |